# دئیانولا
دئیانولا (به لاتین: Deiannewela) یک منطقهٔ مسکونی در سری‌لانکا است که در استان مرکزی (سری‌لانکا) واقع شده‌است.